# Sporting Clube de Portugal 2007-2008
Questa voce raccoglie le informazioni riguardanti lo Sporting Clube de Portugal nelle competizioni ufficiali della stagione 2007-2008.

## Stagione

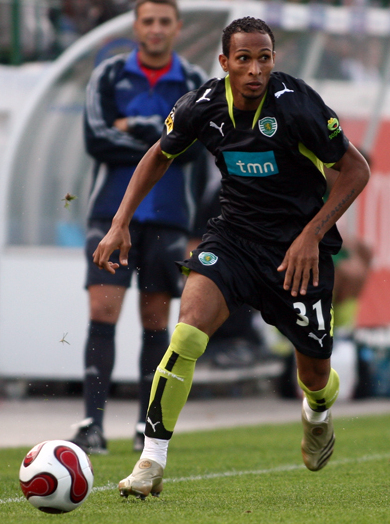
Liédson, con 23 marcature è il capocannoniere dello Sporting

Nella stagione 2007-2008 lo Sporting concluse il campionato al secondo posto, alle spalle del Porto. Proprio contro i Dragões vinse la Supercoppa di Portogallo e la Taça de Portugal. Inoltre perse ai tiri di rigore la prima edizione della Taça da Liga, contro il Vitória Setúbal. In Europa il cammino dei Leões si concluse ai gironi di Champions League e successivamente ai quarti di finale di Coppa UEFA, eliminati per mano degli scozzesi del Rangers.

## Maglie e sponsor
|  | Casa |  | Trasferta |

## Rosa
| N. |                       | Ruolo | Calciatore     |
| -- | --------------------- | ----- | -------------- |
| 1  | Portogallo (bandiera) | P     | Rui Patrício   |
| 2  | Brasile (bandiera)    | D     | Pedro Silva    |
| 3  | Slovacchia (bandiera) | D     | Marián Had     |
| 4  | Brasile (bandiera)    | D     | Ânderson Polga |
| 5  | Paraguay (bandiera)   | C     | Carlos Paredes |
| 6  | Portogallo (bandiera) | C     | Adrien Silva   |
| 7  | Russia (bandiera)     | C     | Marat Izmajlov |
| 8  | Brasile (bandiera)    | D     | Ronny          |
| 9  | Montenegro (bandiera) | A     | Milan Purović  |
| 10 | Montenegro (bandiera) | C     | Simon Vukčević |
| 11 | Brasile (bandiera)    | A     | Derlei         |
| 13 | Portogallo (bandiera) | D     | Tonel          |
| 16 | Portogallo (bandiera) | P     | Tiago Ferreira |
| 18 | Argentina (bandiera)  | D     | Leandro Grimi  |
| 20 | Portogallo (bandiera) | A     | Yannick Djaló  |

| N. |                       | Ruolo | Calciatore         |
| -- | --------------------- | ----- | ------------------ |
| 21 | Svezia (bandiera)     | C     | Pontus Farnerud    |
| 22 | Brasile (bandiera)    | A     | Rodrigo Tiuí       |
| 24 | Portogallo (bandiera) | C     | Miguel Veloso      |
| 25 | Portogallo (bandiera) | C     | Bruno Pereirinha   |
| 26 | Brasile (bandiera)    | D     | Gladstone          |
| 28 | Portogallo (bandiera) | C     | João Moutinho      |
| 30 | Argentina (bandiera)  | C     | Leandro Romagnoli  |
| 31 | Brasile (bandiera)    | A     | Liédson            |
| 34 | Serbia (bandiera)     | P     | Vladimir Stojković |
| 44 | Portogallo (bandiera) | D     | Paulo Renato       |
| 55 | Brasile (bandiera)    | C     | Yannick Pupo       |
| 58 | Paraguay (bandiera)   | A     | Luis Páez          |
| 78 | Portogallo (bandiera) | D     | Abel Ferreira      |
| 88 | Brasile (bandiera)    | C     | Celsinho           |

## Risultati

### Taça de Portugal
| Arbitro: | Marco Ferreira |

|                                           |           |  |
| Purović 3’, 35’ Vukčević 76’ Izmajlov 84’ | Marcatori |  |

| Arbitro: | Vasco Santos |

|                                                         |           |  |
| João Moutinho 7’ Abel 57’ Tero 72’ (aut.) Gladstone 86’ | Marcatori |  |

| Lisbona 9 febbraio 2008 Ottavi di finale                                  | Sporting Lisbona | 2 – 1 referto      | Marítimo | Estádio José Alvalade |
| \| \| \| \| \| Tonel 5’ Liédson 43’ \| Marcatori \| 38’ van der Linden \| |                  |                    |          |                       |
|                                                                           |                  |                    |          |                       |
| Tonel 5’ Liédson 43’                                                      | Marcatori        | 38’ van der Linden |          |                       |

| Arbitro: | Duarte Gomes |

|             |           |  |
| Purović 90’ | Marcatori |  |

| Arbitro: | Manuel de Sousa |

|                                                      |           |                                               |
| Djaló 68’, 84’ Liédson 76’ Derlei 79’ Vukčević 90+3’ | Marcatori | 19’ Rui Costa 31’ Nuno Gomes 82’ C. Rodríguez |

| Arbitro: | Olegário Benquerença (Leiria) |

|  |           |                 |
|  | Marcatori | 111’, 117’ Tiuí |

### Taça da Liga
| Arbitro: | Bruno Paixão (Setúbal) |

|                                                                                  |                      |                                                                               |
| Ghilas Rabiola Andrezinho Desmarets Fajardo Targino Luciano Geromel Sereno Alves | Tiri di rigore 6 – 7 | Romagnoli Polga Moutinho Ronny Veloso Paredes Tonel Abel Djaló Tiago Ferreira |

| Arbitro: | Soares Dias (Porto) |

|             |           |                               |
| Liédson 55’ | Marcatori | 15’ (rig.) Cícero 82’ Falardo |

| Arbitro: | Olegário Benquerença (Leiria) |

|                         |           |                              |
| Saleiro 16’ Falardo 49’ | Marcatori | 35’, 82’ Liédson 62’ Purović |

| Arbitro: | Pedro Henriques (Lisbona) |

|               |           |  |
| Gonçalves 30’ | Marcatori |  |

| Arbitro: | Duarte Gomes (Lisbona) |

|                               |           |  |
| Liédson 68’ Vukčević 74’, 80’ | Marcatori |  |

| Arbitro: | João Ferreira (Setúbal) |

|                                 |           |            |
| Romagnoli 21’ Izmajlov 29’, 85’ | Marcatori | 66’ Guedes |

| Arbitro: | Pedro Proença (Lisbona) |

|                                      |                      |                                           |
| Auri Pitbull Elias Jorginho Paulinho | Tiri di rigore 3 – 2 | Romagnoli Polga Moutinho Liédson Izmailov |

### Champions League

#### Fase a gironi
| Arbitro: | Fandel |

|  |           |             |
|  | Marcatori | 62’ Ronaldo |

| Arbitro: | Layec |

|            |           |                     |
| Vaščuk 28’ | Marcatori | 14’ Tonel 38’ Polga |

| Arbitro: | Hauge |

|                      |           |             |
| Juan 15’ Vučinić 69’ | Marcatori | 18’ Liédson |

| Arbitro: | De Bleeckere |

|                  |           |                              |
| Liédson 23’, 65’ | Marcatori | 4’ Cassetti 89’ (aut.) Polga |

| Arbitro: | Bo Larsen |

|                         |           |          |
| Tévez 61’ Ronaldo 90+2’ | Marcatori | 22’ Abel |

| Arbitro: | Dougal |

|                                                |           |  |
| Polga 35’ (rig.) João Moutinho 67’ Liédson 89’ | Marcatori |  |

### Coppa UEFA

#### Fase a eliminazione diretta
| Arbitro: | Blom |

|                  |           |  |
| Vukčević 8’, 58’ | Marcatori |  |

| Arbitro: | Skjerven |

|  |           |                                |
|  | Marcatori | 2’ Pereirinha 41’, 51’ Liédson |

| Arbitro: | Yefet |

|            |           |              |
| McCann 25’ | Marcatori | 69’ Vukčević |

| Arbitro: | Layec |

|                |           |  |
| Pereirinha 85’ | Marcatori |  |

| Glasgow 3 aprile 2008, ore 20:45 Quarti di finale – Andata | Rangers  | 0 – 0 referto | Sporting Lisbona | Stadio Ibrox (48 923 spett.)\| Arbitro: \| Baskakov \| |
| Arbitro:                                                   | Baskakov |               |                  |                                                        |

| Arbitro: | Plautz |

|  |           |                                 |
|  | Marcatori | 60’ Darcheville 90+2’ Whittaker |

### Supertaça Cândido de Oliveira
| Arbitro: | Bruno Paixão (Setúbal) |

|  |           |              |
|  | Marcatori | 75’ Izmajlov |

## Statistiche

### Statistiche di squadra
| Competizione                  | Punti | Totale | Totale | Totale | Totale | Totale | Totale | DR  |
| Competizione                  | Punti | G      | V      | N      | P      | Gf     | Gs     | DR  |
| ----------------------------- | ----- | ------ | ------ | ------ | ------ | ------ | ------ | --- |
| Primeira Liga                 | 55    | 30     | 16     | 7      | 7      | 46     | 28     | +18 |
| Taça de Portugal              | -     | 6      | 6      | 0      | 0      | 18     | 4      | +14 |
| Taça da Liga                  | 6     | 7      | 3      | 2      | 2      | 10     | 6      | +4  |
| Champions League              | 7     | 6      | 2      | 1      | 3      | 9      | 8      | +1  |
| Coppa UEFA                    | -     | 6      | 3      | 2      | 1      | 7      | 3      | +4  |
| Supertaça Cândido de Oliveira | -     | 1      | 1      | 0      | 0      | 1      | 0      | +1  |
| Totale                        | 68    | 56     | 31     | 12     | 13     | 91     | 49     | +42 |